# Шевердалкин, Панкратий Романович
Панкра́тий Рома́нович Шеверда́лкин (1906—1980) — советский историк, доктор исторических наук (1962), профессор (1964). Партизан Великой Отечественной войны.

## Биография
Панкратий Романович Шевердалкин родился 22 июля 1906 года в крестьянской семье в деревне Ново-Рудня Рославльского уезда Смоленской губернии. В 1921 году вступил в комсомол, затем — в партию. В 1932 году окончил Ленинградский институт политпросветработы. Когда началась Великая Отечественная война, был направлен в тыл противника для организации подпольной работы. Был организатором партизанского движения в Павловске. После войны заведовал отделом школ Ленинградского обкома. С 1956 по 1973 год был заведующим кафедрой истории КПСС Ленинградского университета. В 1962 году защитил докторскую диссертацию «Коммунистическая партия — организатор борьбы советского народа в тылу немецко-фашистской группы армий „Север“ (июнь 1941 — октябрь 1944 гг.)». В 1964 году был назначен профессором.
Был специалистом по истории Великой Отечественной войны, большая часть его научных работ была посвящена истории обороны Ленинграда.
Был научным руководителем 25 кандидатов исторических наук.
Скончался в 1980 году.

## Награды
- Орден Красной Звезды (02.04.1944)[4];
- Два Ордена «Знак Почета» (13.11.1942[5]);
- Медаль «Партизану Отечественной войны» I степени;
- Медаль «За оборону Ленинграда»;
- медаль «За победу над Германией в Великой Отечественной войне 1941—1945 гг.»[1];
- Золотая медаль ВДНХ.